# Polienus modestus
Polienus modestus är en fjärilsart som beskrevs av William Lucas Distant 1903. Polienus modestus ingår i släktet Polienus och familjen tandspinnare. Inga underarter finns listade i Catalogue of Life.